# Бутурлин, Матвей Васильевич
Матвей Васильевич Бутурлин (? — 1607) — стольник и воевода, единственный сын воеводы Василия Андреевича Бутурлина (ум. 1569) и внук окольничего Андрея Никитича Бутурлина (? — 1536).

## Биография
В 1581 году Матвей Бутурлин упоминается в чине свадьбы царя Ивана Васильевича Грозного с Марией Фёдоровной Нагой. В декабре 1589 — январе 1590 года участвовал в походе русской армии против шведов на Нарву в должности есаула царского полка.
В 1598 году участвовал в Земском соборе, который принял решение об избрании на русский царский трон Бориса Фёдоровича Годунова. Подписался под избирательной соборной грамотой, а после собора был есаулом в царском походе на Серпухов для отражения ожидавшегося набега крымского хана.
В 1601 году Матвей Бутурлин служил воеводой в крепости Валуйки, а в 1605 году — в Старом Осколе. В 1607 году был отправлен царским правительством против самозванца Лжепетра, но в бою с ним был убит.
Оставил после себя двух сыновей: Михаила и Василия.